# William McKie (lutteur)
Pour les articles homonymes, voir William McKie et McKie.
William McKie (né le 27 décembre 1884 et mort le 27 mars 1965) est un lutteur sportif britannique.

## Biographie
William McKie obtient une médaille de bronze olympique, en 1908 à Londres en poids plumes.